# Ботанические сады Доминики
Ботанические сады Доминики (англ. Dominica Botanical Gardens) — тропический ботанический сад в Розо, столице карибского островного государства Доминика. Считался одним из лучших ботанических садов в регионе, он был серьёзно повреждён ураганом «Дэвид» в 1979 году. После восстановительных работ является центром культурной жизни в Розо и центром исследований по сохранению природы Доминики.

## История

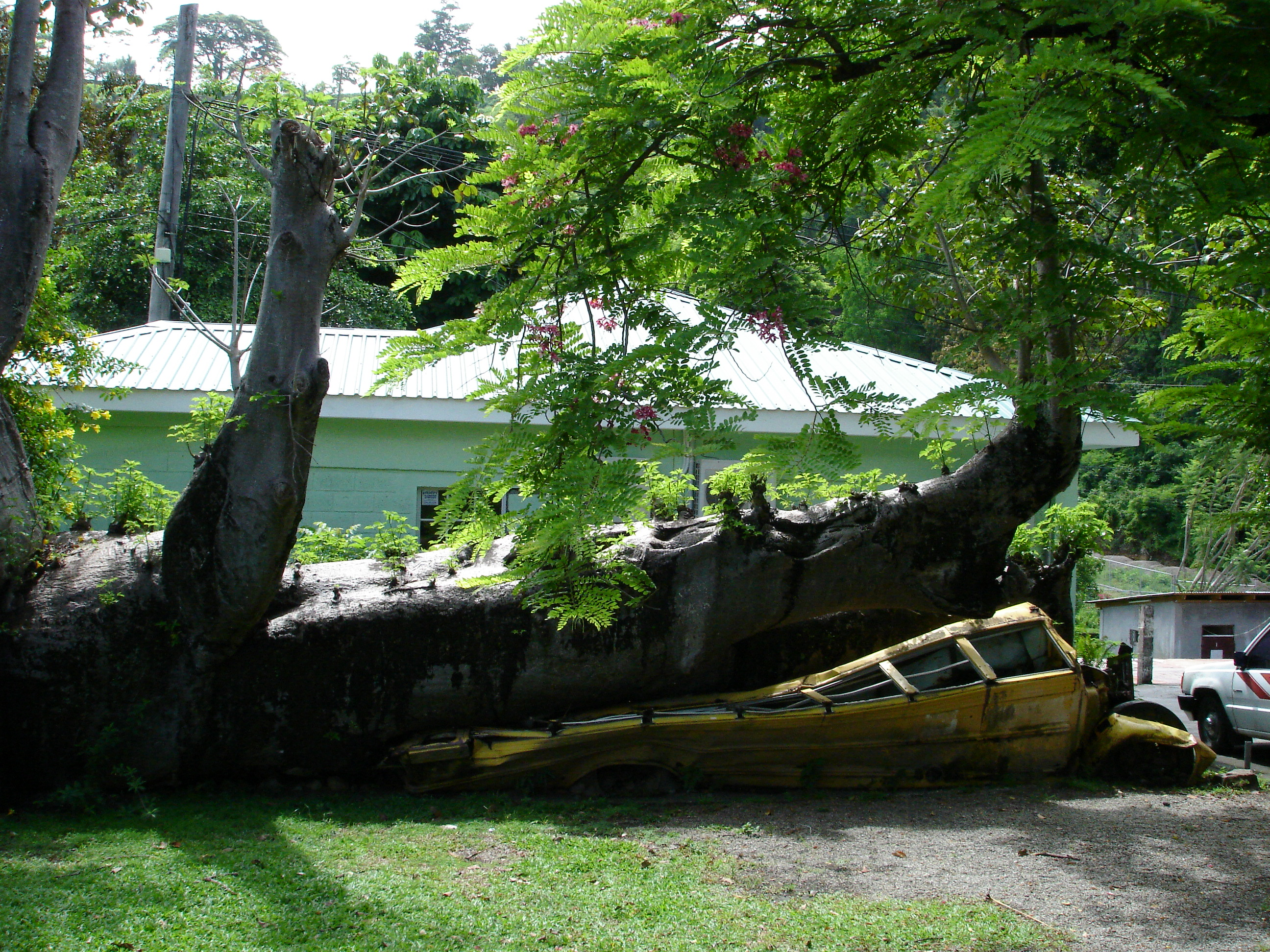
Африканский баобаб, упавший на школьный автобус во время урагана «Дэвид» в 1979 году. Автобус и дерево были оставлены как часть экспозиции ботанического сада.

Ботанический сад был основан, когда Доминика была колонией Британской империи. Королевское правительство начало планировку садов в 1889 году с целью поощрения диверсификации сельскохозяйственных культур и обеспечения фермеров саженцами хорошего качества. Бывшая сахарная плантация Bath Estate площадью 16 гектаров была выкуплена правительством в 1891 году у её владельца Уильяма Дэвиса.
Посадка садов началась в 1890 году. Первым куратором был Чарльз Мюррей из Королевского ботанического сада Эдинбурга. Вскоре его заменил Генри Ф. Грин, который распланировал территорию. Джозеф Джонс взял на себя управление компанией в 1892 году и оставался вовлечённым на протяжении всей своей жизни; Джонс также стал первым суперинтендантом Имперского департамента сельского хозяйства Вест-Индии в 1898 году. Ботаники из Королевских ботанических садов Кью в Англии поставляли множество тропических видов со всего мира. Хотя основная цель садов оставалась экономической и исследовательской, Джонс ввёл декоративные растения для украшения территории.
К 1930-м годам сады стали известены как одни из лучших ботанических садов Вест-Индии. Однако территория садов была серьёзно повреждена ураганом Дэвид в 1979 году, который уничтожил многие из впечатляющих старых деревьев. Одно из них, гигантский африканский баобаб, упало и раздавило пустой школьный автобус; дерево и автобус остаются на месте в память о разрушениях в садах. С тех пор многие растения были восстановлены.

## Флора и фауна
В садах растёт множество тропических деревьев и пальм, включая национальное дерево и цветок Доминики Sabinea carinalis. Среди заметных экземпляров — курупита гвианская, фикус бенгальский, вековая пальма Coripha umbraculifera и иланг-иланг.
Два эндемичных для Доминики вида ящериц, Pholidoscelis fuscatus и Anolis oculatus, распространены на садовой территории. В садах также часто встречаются дикие птицы, в том числе три вида колибри, траурный гракл и американская зелёная кваква.

## Природоохранная деятельность

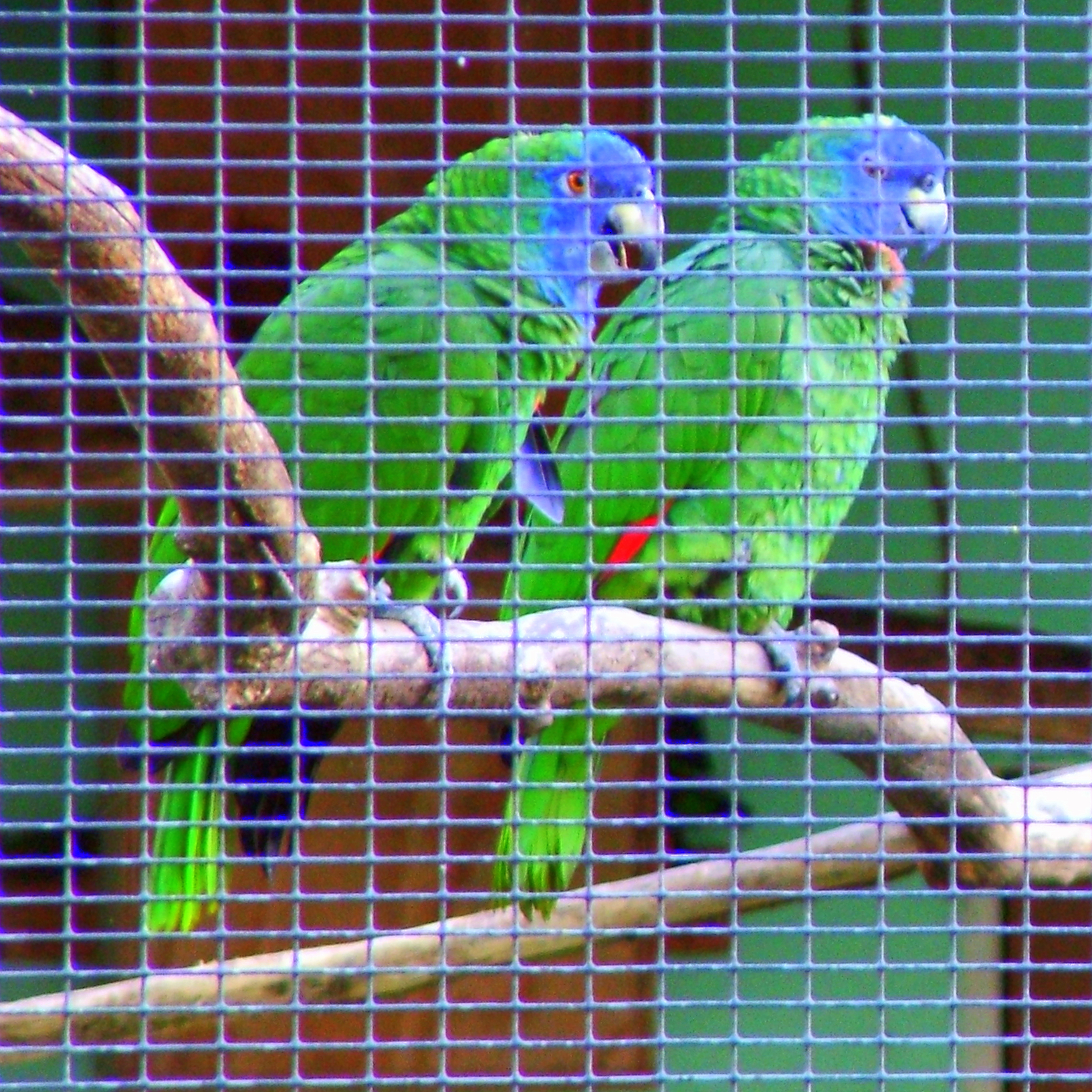
Краснозобый амазон в Центре сохранения и исследования попугаев при Ботаничском саду.

Министерство сельского и лесного хозяйства Доминики содержит лаборатории в ботанических садах для проведения природоохранных исследований. Центр сохранения и исследования попугаев сосредоточивает усилия на защите двух эндемичных видов попугаев, краснозобого амазона (Amazona arausiaca) и императорского амазона (Amazona imperialis), которые находятся под угрозой исчезновения.
Лаборатория молекулярной диагностики была также создана в Ботаническом саду в рамках «Дарвиновской инициативы» (Великобритания) для изучения угрозы хитридиомикоза среди популяциям амфибий, в частности находящейся под угрозой исчезновения лягушке антильский свистун (Leptodactylus fallax).
До конца 2009 года в Ботаническом саду в течение пятидесяти лет также находились офисы Управления лесного хозяйства и дикой природы Доминики.

## Общественные мероприятия
Ботанический сад — одно из немногих открытых пространств, оставшихся в Розо. Его территория издавна была местом проведения матчей по крикету. Четырёхдневное музыкальное и культурное мероприятие «Креол в парке» проводится в последнюю неделю октября в рамках Всемирного креольского музыкального фестиваля и празднования независимости Доминики. Здесь также часто проводятся государственные парады.